# Spider (gioco)

Gioco della Microsoft

Spider è un solitario, si gioca fino a 4 mazzi di 52 carte.

## Posizionamento delle carte
Si dispongono 54 carte su 10 colonne coperte per formare il tavolo (le 4 colonne di sinistra sono composte da 6 carte, e le 6 di destra hanno 5 carte) e si formano cinque mazzi da 10 carte con quelle rimaste, poi si gira a faccia scoperta la prima faccia di ogni colonna.

## Regole del gioco
Scopo del gioco è di formare scale complete (dal Re all'Asso) dello stesso seme. In questo modo le scale di carte che si creano vengono tolte dal gioco, e si raggiunge la vittoria quando non restano più carte in gioco.
Per arrivare all'obiettivo si possono spostare carte singole o gruppi di carte dalla cima di una colonna ad una delle altre colonne, ma solo se il gruppo è composto da una scala di carte dello stesso seme.
È possibile attaccare la carta scelta o la scala ad una carta anche di seme differente ma obbligatoriamente del valore consecutivo nella scala (es. una coppia 5-4 di picche deve essere attaccata ad un 6 di qualsiasi seme) oppure ad una colonna vuota.
Quando non si può fare nessuno spostamento o quando si desidera è possibile aggiungere una carta ad ogni colonna prendendola dai cinque mazzi messi da parte precedentemente (questa mossa è detta spider).

## Videogiochi
È disponibile una versione digitale di Spider nei sistemi operativi Microsoft a partire da Windows XP e online.
Le regole del videogioco sono le stesse della realtà, ma è possibile salvare la partita, ricominciare la stessa partita (cioè con la stessa disposizione delle carte) e farsi mostrare le mosse disponibili.
Il gioco prevede inoltre tre livelli di difficoltà:
- con un solo seme;
- con due semi;
- con quattro semi.